# Crossfire (Computerspiel, 1992)

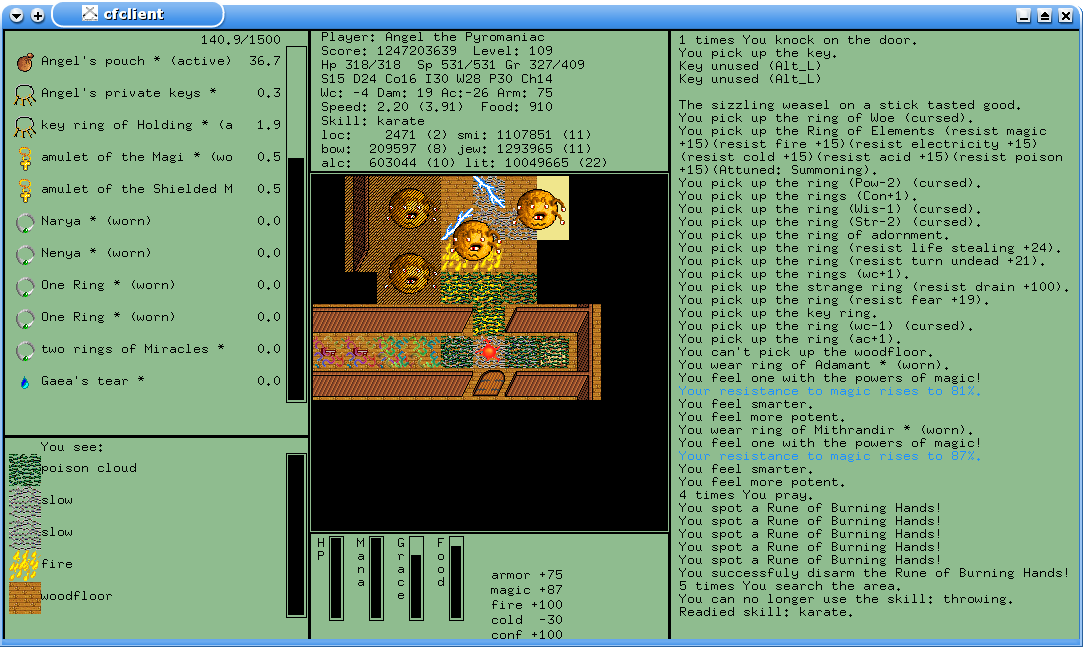
Screenshot von Crossfire: Der Spieler öffnet die Tür zu ein paar bösen Dreads, die sofort versuchen, ihn mit verschiedenen Zaubern zu töten

Crossfire ist ein Open-Source-Computer-Rollenspiel, das als Client-Server-Anwendung im Internet oder im lokalen Netzwerk gespielt wird. Es ist unter der GNU General Public License 2 veröffentlicht.

## Spielprinzip
Die Grafik ist vergleichsweise primitiv. Der Reiz von Crossfire liegt in der enormen Anzahl an Karten, Monstern, Artefakten und dem Fähigkeitensystem.
Die Charaktereigenschaften werden durch folgende Zahlenwerte bestimmt: die Primärattribute Stärke, Geschicklichkeit, Konstitution, Intelligenz, Weisheit, magische Kraft, Charisma, die Sekundärattribute Waffenklasse, Schaden, Rüstungsklasse, Rüstung, Bewegungsgeschwindigkeit, Aktionsgeschwindigkeit und Nahrung sowie Schutz- oder Empfindlichkeitsgrad gegenüber verschiedenen Angriffsformen wie Feuer, Kälte oder Entzug von Lebenskraft.
Crossfire besitzt eine halbisometrische Ansicht. Das Spielfeld wird aus der Vogelperspektive direkt von oben dargestellt, die Objekte besitzen jedoch ein dreidimensionales Aussehen, als ob man sie nicht direkt von oben, sondern schräg betrachten würde.

## Ableger

### Deliantra

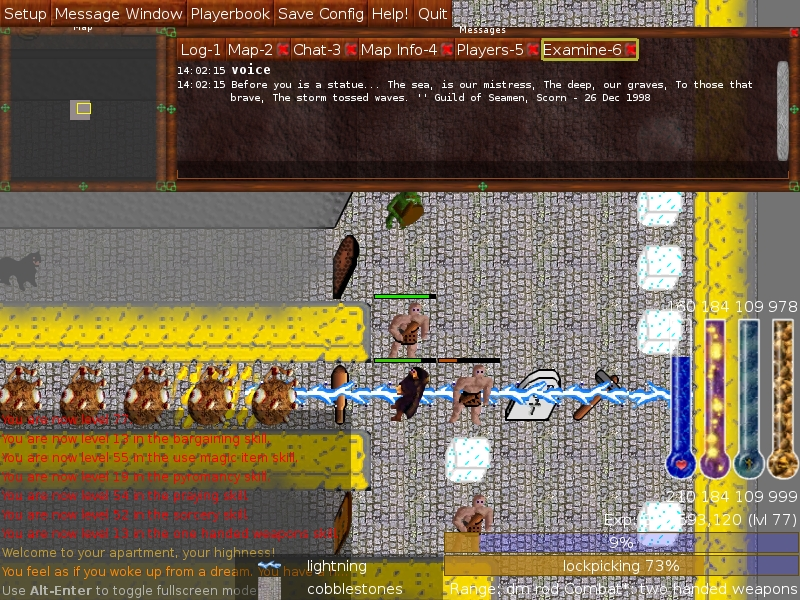
Screenshot vom Deliantra OpenGL Client

Ehemals unter dem Namen Crossfire TRT, ist eine Weiterentwicklung von Crossfire mit Fokus auf Server-Stabilität und Verbesserung der grafischen Oberfläche.

### Daimonin
Eine Zeit lang wurde an einer Version von Crossfire mit isometrischer Ansicht, dem sogenannten Iso-Crossfire gearbeitet. Anfangs verzögerte sich die Entwicklung von Iso-Crossfire stark. Später wurde die Idee innerhalb von Crossfire komplett verworfen. Stattdessen wurde das Spiel Daimonin auf der Basis des Programmcodes von Crossfire entwickelt. Daimonin besitzt eine isometrische Grafik.

### Angelion
Angelion basiert auf Daimonin und damit ebenfalls auf Crossfire. Angelion unterscheidet sich von Daimonin durch Map-Stacking, welches mehrstöckige Karten ermöglicht, und dadurch, dass Karten nicht offline mit einem separaten Editor-Programm, sondern online über den Client während des Spiels editiert werden.